# Akste
Akste este o arie protejată (arie specială de conservare — SAC, sit de importanță comunitară — SCI) din Estonia întinsă pe o suprafață de 7,6 ha, integral pe uscat.

## Localizare
Centrul sitului Akste este situat la coordonatele 58°09′00″N 27°06′44″E / 58.1499°N 27.1122°E.

## Înființare
Situl Akste a fost declarat sit de importanță comunitară în mai 2009 pentru a proteja 1 specie de plante. Situl a fost protejat și ca arie specială de conservare în aprilie 2009.

## Biodiversitate
Situată în ecoregiunea boreală, aria protejată nu include niciun habitat protejat.
La baza desemnării sitului se află o specie protejată de  plante: ochii-șoricelului (Saxifraga hirculus).
Pe lângă speciile protejate, pe teritoriul sitului au mai fost identificate 4 specii de plante.